# Marek Karakoz
Marek Trofimowicz Karakoz, ros. Марк Трофимович Каракоз (ur. 11 stycznia?/24 stycznia 1903 w Kijowie, zm. 1991 w Moskwie) – generał dywizji Wojska Polskiego i generał porucznik Armii Radzieckiej.

## Życiorys
Ukrainiec. Od 1921 w Armii Czerwonej, ukończył kurs dowodzenia, uczestnik wojny domowej w Rosji. W 1936 ukończył Akademię Wojskową im. M. Frunzego. W 1942 dowódca dywizji piechoty na froncie niemieckim. Od 1943 generał. Od 1944 zastępca dowódcy 1 Armii WP do spraw liniowych. Przeszedł z nią jej szlak bojowy do 1945. Po wojnie został p.o. dowódcy Śląskiego Okręgu Wojskowego. W 1946 powrócił do armii radzieckiej.

### Wykształcenie
- Kurs dowodzenia
- Akademia Wojskowa im. Michaiła Frunzego w Moskwie.

### Życie prywatne
Do końca życia mieszkał w Moskwie. Był żonaty z Marią Jakowlewną Kołczakowską. Małżeństwo miało dwie córki.

## Ordery i odznaczenia
- Krzyż Złoty Orderu Wojennego Virtuti Militari (11 maja 1945)[3]
- Krzyż Srebrny Orderu Wojennego Virtuti Militari
- Złoty Krzyż Zasługi
- Medal za Warszawę 1939–1945
- Medal za Odrę, Nysę, Bałtyk
- Medal Zwycięstwa i Wolności 1945
- Medal „Za udział w walkach o Berlin”
- Złota Odznaka „Na Straży Pokoju” (1976)[4]
- Order Lenina (ZSRR)
- Order Czerwonego Sztandaru (ZSRR) − trzykrotnie
- Order Kutuzowa I klasy (ZSRR)
- Order Czerwonej Gwiazdy (ZSRR)
- Medal „Za zasługi bojowe” (ZSRR)
- Medal jubileuszowy „XX lat Robotniczo-Chłopskiej Armii Czerwonej” (ZSRR)
- Medal 100-lecia urodzin Lenina (ZSRR)
- Medal „Za obronę Kaukazu” (ZSRR)
- Medal „Za zwycięstwo nad Niemcami w Wielkiej Wojnie Ojczyźnianej 1941–1945” (ZSRR)
- Medal jubileuszowy „Dwudziestolecia zwycięstwa w Wielkiej Wojnie Ojczyźnianej 1941–1945” (ZSRR)
- Medal jubileuszowy „Trzydziestolecia zwycięstwa w Wielkiej Wojnie Ojczyźnianej 1941–1945” (ZSRR)
- Medal jubileuszowy „Czterdziestolecia zwycięstwa w Wielkiej Wojnie Ojczyźnianej 1941–1945” (ZSRR)
- Medal „Za zdobycie Berlina” (ZSRR)
- Medal „Za wyzwolenie Warszawy” (ZSRR)
- Medal jubileuszowy „30 lat Armii Radzieckiej i Floty” (ZSRR)
- Medal jubileuszowy „50 lat Sił Zbrojnych ZSRR” (ZSRR)
- Medal jubileuszowy „60 lat Sił Zbrojnych ZSRR” (ZSRR)
- Medal jubileuszowy „70 lat Sił Zbrojnych ZSRR” (ZSRR)